# Neanthes arenaceodentata
Neanthes arenaceodentata är en ringmaskart som först beskrevs av Moore 1903.  Neanthes arenaceodentata ingår i släktet Neanthes och familjen Nereididae. Inga underarter finns listade i Catalogue of Life.